# Universität Tottori

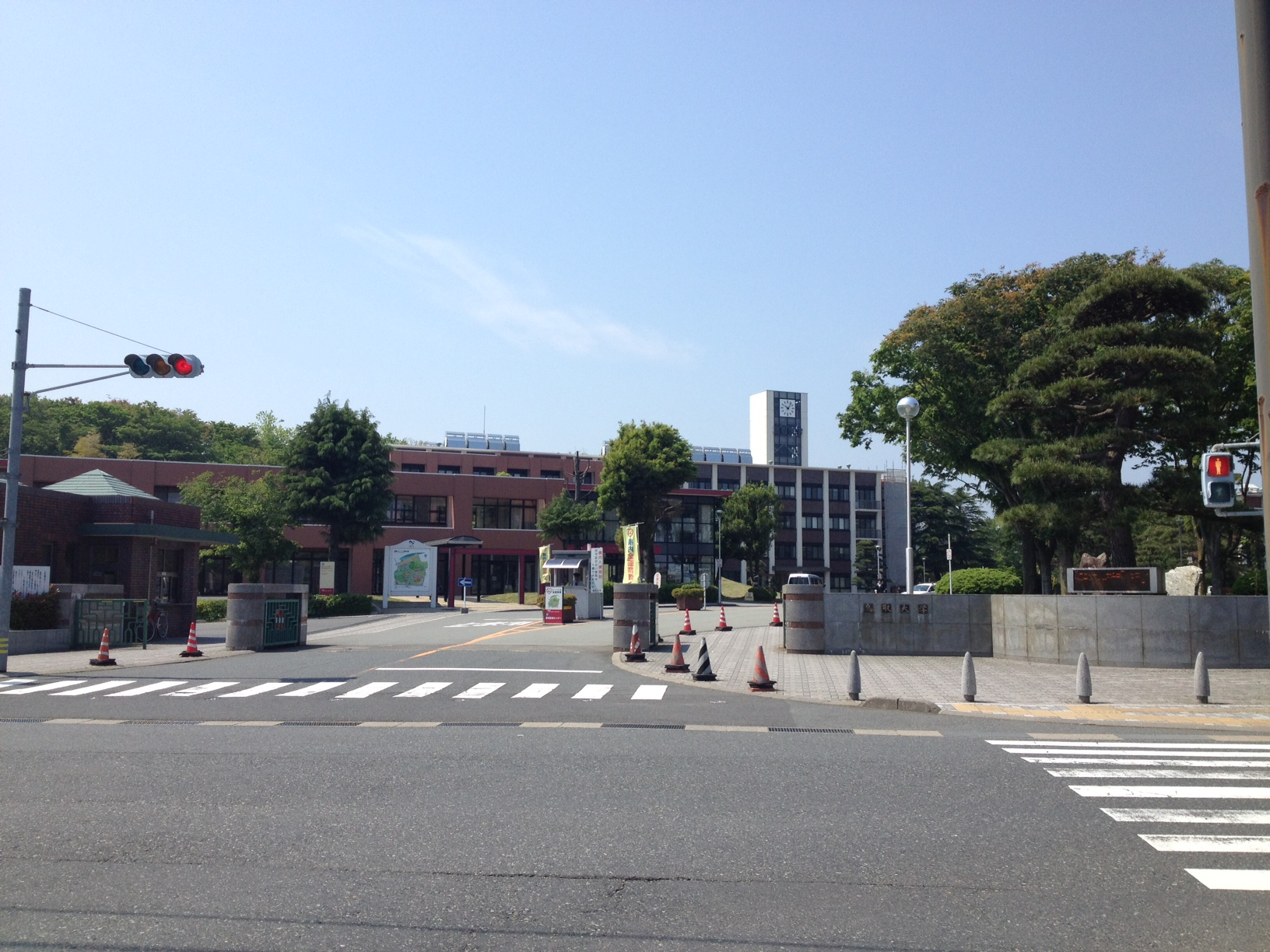
Haupteingang zum Tottori-Campus

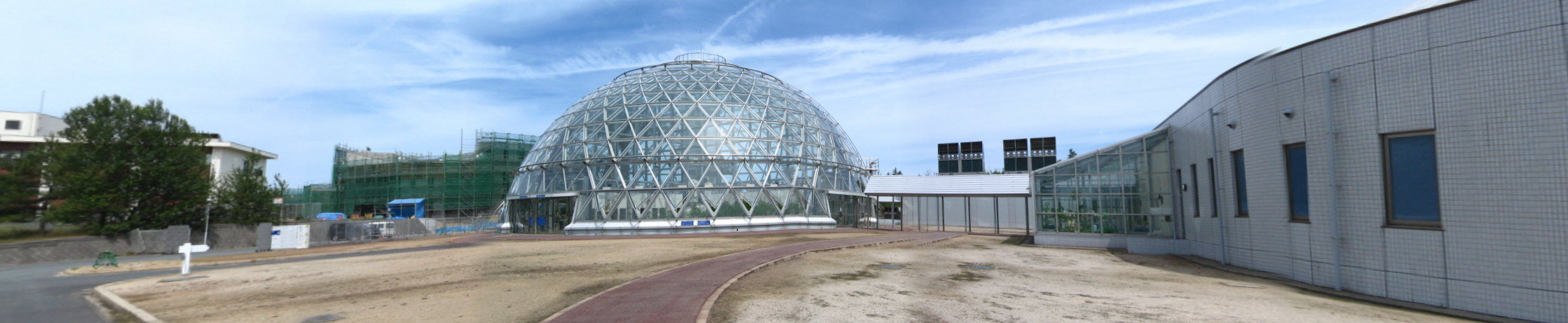
Forschungszentrum für arides Land

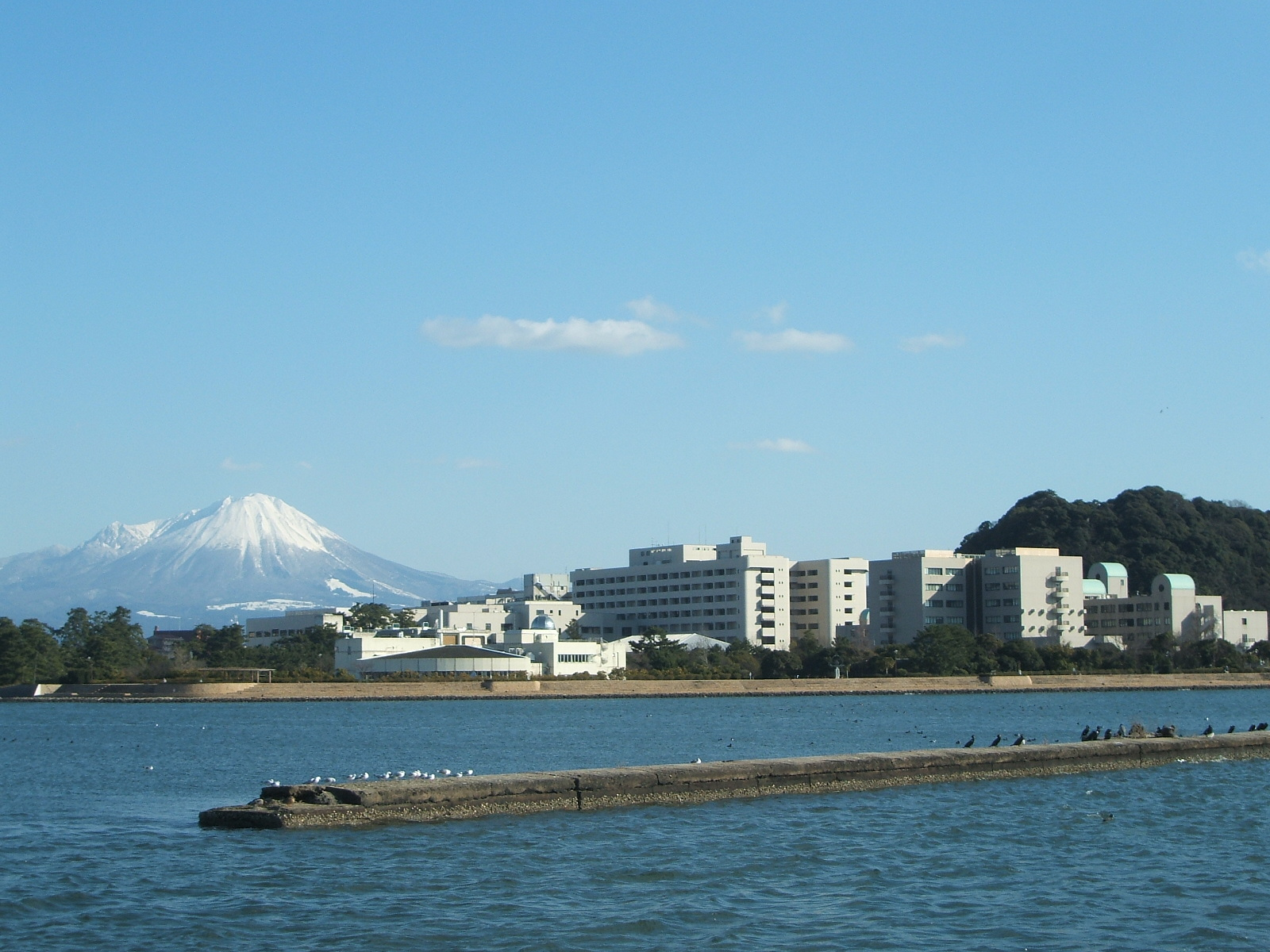
Yonago-Campus am Nakaumi-See

Die Universität Tottori (jap. 鳥取大学, Tottori daigaku, kurz: Toridai (鳥大)) ist eine staatliche Universität in Japan. Der Hauptcampus liegt in Tottori in der Präfektur Tottori.

## Geschichte
Die Universität Tottori wurde 1949 durch den Zusammenschluss der folgenden staatlichen Schulen gegründet:
- die Medizinische Hochschule Yonago (米子医科大学, Yonago ika daigaku, gegründet 1948),
- die Medizinische Fachschule Yonago (米子医学専門学校, Yonago igaku semmon gakkō, gegründet 1945; Vorgänger der medizinischen Hochschule),
- die Land- und Forstwirtschaftsfachschule Tottori (鳥取農林専門学校, Totori nōrin semmon gakkō, gegründet 1920),
- die Normalschule Tottori (鳥取師範学校, Tottori shihan gakkō, gegründet 1874), und
- die Jugend-Normalschule Tottori (鳥取青年師範学校, Tottori seinen shihan gakkō in Kurayoshi, gegründet 1921).

Die Land- und Forstwirtschaftsfachschule Tottori, der Vorgänger der landwirtschaftlichen Fakultät, hieß zuerst Höhere Landwirtschaftsschule Tottori (鳥取高等農業学校, Tottori kōtō nōgyō gakkō); der Schule fehlte ein Studiengang für Forstwirtschaft. 1942 gründete sie die Abteilung für Forstwirtschaft und wurde in Höhere Land- und Forstwirtschaftsschule Tottori umbenannt, 1944 dann in Land- und Forstwirtschaftsfachschule Tottori. Die Schule forschte nach Landwirtschaft auf Sandböden seit 1923, wo sie ein Versuchsfeld auf der Koyama-Düne eröffnete. Die Universität Tottori setzte die Forschung fort und gründete 1951 neues Versuchsfeld auf der Hamasaka-Düne (Tottori-Düne): heute das Forschungszentrum für arides Land (jap. 鳥取大学乾燥地研究センター, engl. Arid Land Research Center, Tottori University).
Die Universität Tottori wurde mit drei Fakultäten (Liberal Arts, Medizin und Agrarwissenschaft) eröffnet. Die Fakultät für Liberal Arts benannte sich 1966 in Pädagogische Fakultät um, 1999 in Fakultät für Pädagogik und Regionalstudien, 2004 dann in Fakultät für Regionalstudien (die Lehrerausbildungskurse zogen in die Universität Shimane). 1965 wurde die Technische Fakultät gegründet. 1966 wurde der heutige Tottori-Campus neu eröffnet, und die Fakultäten (außer Medizin) zogen in den Campus um.

## Fakultäten
- Tottori-Campus (in Tottori, Präfektur Tottori, 35° 30′ 54″ N, 134° 10′ 18″ OKoordinaten: 35° 30′ 54″ N, 134° 10′ 18″ O):
  - Fakultät für Regionalstudien
  - Fakultät für Ingenieurwissenschaften
  - Fakultät für Agrarwissenschaften
- Yonago-Campus (in Yonago, Präfektur Tottori, 35° 25′ 50,1″ N, 133° 19′ 34″ O):
  - Fakultät für Medizin